# Johanna Larssonová
Johanna Larssonová (* 17. srpna 1988 Boden) je bývalá švédská profesionální tenistka, pohybující se na okruzích mezi lety 2003–2020. Ve své kariéře na okruhu WTA Tour vyhrála dva singlové turnaje, na båstadském Swedish Open 2015 a Nürnberger Versicherungscupu 2018. K nim přidala čtrnáct trofejí ve čtyřhře. V rámci okruhu ITF získala třináct titulů ve dvouhře a sedmnáct ve čtyřhře.
Na žebříčku WTA byla nejvýše ve dvouhře klasifikována v září 2016 na 45. místě a ve čtyřhře pak v říjnu 2017 na 20. místě. Trénoval ji Mattias Arvidsson.
Na nejvyšší grandslamové úrovni se ve dvouhře nejdále probojovala do třetího kola na French Open 2014, rovněž jako na US Open 2014 a 2016. V prvním případě nestačila ve dvou setech na Kanaďanku Eugenii Bouchardovou. Ve Flushing Meadows byly nad její síly Srbka Jelena Jankovićová, s níž uhrála pouze jeden gem, a o dva roky později světová jednička Serena Williamsová. V ženském deblu se jejím maximem stalo semifinále French Open 2019, do něhož prošla s Kirsten Flipkensovou. V utkání však podlehly čínské dvojici Tuan Jing-jing a Čeng Saj-saj.
V páru se stabilní nizozemskou spoluhráčkou Kiki Bertensovou skončily jako poražené finalistky na Turnaji mistryň 2017 v Singapuru.
Ve švédském fedcupovém týmu debutovala jako 16letá v roce 2005 utkáním zóny Evropy a Afriky proti Lucembursku, v němž dokázala ve třech sadách porazit Anne Kremerovou. Švédky v sérii zvítězily celkově 2:1 na zápasy. Poslední duel odehrála v baráži 1. skupiny euroafrické zóny 2020 proti Polsku, v němž pohrála s Magdou Linetteovou. Polky zvítězily 2:0 na zápasy. V soutěži celkově nastoupila k čtyřiceti osmi mezistátním utkáním s bilancí 33–22 ve dvouhře a 19–11 ve čtyřhře.
Švédsko reprezentovala na Letních olympijských hrách 2016 v Riu de Janeiru, kde v ženské dvouhře startovala jako jediná zástupkyně země. Vypadla v úvodním kole, když nestačila na Francouzku Alizé Cornetovou po třísetovém průběhu.

## Tenisová kariéra
Premiérový singlový titul na okruhu WTA Tour získala na antukovém Swedish Open 2015, probíhajícím v Bastadu. V roli sedmé nasazené ve finále zdolala německou turnajovou čtyřku Monu Barthelovou po dvousetovém průběhu. Na Swedish Open odehrála třetí finálový duel. Ziskem 280 bodů do žebříčku WTA se po čtyřech letech vrátila na své kariérní maximum, když 20. července 2015 figurovala na 46. místě. Stala se také první švédskou šampionkou v obnovené historii turnaje, a první vítěznou Švédkou od roku 1986, kdy na události triumfovala Catarina Lindqvistová. V Bastadu si připsala „double“, když triumfovala s Nizozemkou Kiki Bertensovou v deblové soutěži.
Během profesionální dráhy porazila dvakrát členku první světové desítky. Nejdříve v třísetovém dramatu druhého kola Sony Erricon Open 2011 v Key Biscayne, v němž vyřadila sedmou hráčku světa Li Na. Podruhé pak z pozice šťastné poražené kvalifikantky ve čtvrtfinále newhavenského Connecticut Open 2016 zdolala italskou světovou osmičku Robertu Vinciovou. V semifinále však podlehla Ukrajince Elině Svitolinové.

## Soukromý život
V září 2017 učinila coming out ve švédské televizi SVT TV, když za přítomnosti partnerky Amandy Strangové oznámila, že je lesba.

## Finále na Turnaji mistryň

### Ženská čtyřhra: 1 (0–1)
| Stav       | č. | rok  | dějiště  | povrch    | spoluhráčka     | soupeřky ve finále               | výsledek         |
| ---------- | -- | ---- | -------- | --------- | --------------- | -------------------------------- | ---------------- |
| Finalistka | 1. | 2017 | Singapur | tvrdý (h) | Kiki Bertensová | Tímea Babosová Andrea Hlaváčková | 6–4, 4–6, [5–10] |

## Finále na okruhu WTA Tour
| Legenda                           |
| --------------------------------- |
| D – dvouhra; Č – čtyřhra          |
| Grand Slam (0)                    |
| Turnaj mistryň (0–1 Č)            |
| Premier Mandatory & Premier 5 (0) |
| Premier (0)                       |
| International (2–3 D; 14–8 Č)     |

| Tituly dle povrchu    |
| --------------------- |
| tvrdý (0–1 D; 10–6 Č) |
| antuka (2–2 D; 3–3 Č) |
| tráva (1–0 Č)         |
| koberec (0–0)         |

### Dvouhra: 5 (2–3)
| Stav       | č. | datum             | turnaj              | povrch | soupeřka ve finále | výsledek      |
| ---------- | -- | ----------------- | ------------------- | ------ | ------------------ | ------------- |
| Finalistka | 1. | 25. července 2010 | Portorož, Slovinsko | tvrdý  | Anna Čakvetadzeová | 1–6, 2–6      |
| Finalistka | 2. | 9. července 2011  | Båstad, Švédsko     | antuka | Polona Hercogová   | 4–6, 5–7      |
| Finalistka | 3. | 21. července 2013 | Båstad, Švédsko     | antuka | Serena Williamsová | 4–6, 1–6      |
| Vítězka    | 1. | 19. července 2015 | Båstad, Švédsko     | antuka | Mona Barthelová    | 6–3, 7–6(7–2) |
| Vítězka    | 2. | 26. května 2018   | Norimberk, Německo  | antuka | Alison Riskeová    | 7–6(7–4), 6–4 |

### Čtyřhra: 23 (14–9)
| Stav       | č.  | datum             | turnaj                   | povrch    | spoluhráčka           | soupeřky ve finále                                     | výsledek              |
| ---------- | --- | ----------------- | ------------------------ | --------- | --------------------- | ------------------------------------------------------ | --------------------- |
| Vítězka    | 1.  | 19. září 2010     | Québec, Kanada           | tvrdý     | Sofia Arvidssonová    | Bethanie Matteková-Sandsová Barbora Záhlavová-Strýcová | 6–1, 2–6, [10–6]      |
| Vítězka    | 2.  | 12. června 2011   | Kodaň, Dánsko            | tvrdý     | Jasmin Wöhrová        | Kristina Mladenovicová Katarzyna Piterová              | 6–3, 6–3              |
| Finalistka | 1.  | 23. února 2013    | Memphis, Spojené státy   | tvrdý (h) | Sofia Arvidssonová    | Kristina Mladenovicová Galina Voskobojevová            | 6–7(5–7), 3–6         |
| Finalistka | 2.  | 22. února 2014    | Rio de Janeiro, Brazílie | antuka    | Chanelle Scheepersová | Irina-Camelia Beguová María Irigoyenová                | 2–6, 0–6              |
| Vítězka    | 3.  | 17. ledna 2015    | Hobart, Austrálie        | tvrdý     | Kiki Bertensová       | Vitalija Ďjačenková Monica Niculescuová                | 7–5, 6–3              |
| Vítězka    | 4.  | 19. července 2015 | Båstad, Švédsko          | antuka    | Kiki Bertensová       | Tatjana Mariová Olga Savčuková                         | 7–5, 6–4              |
| Finalistka | 3.  | 27. září 2015     | Soul, Jižní Korea        | tvrdý     | Kiki Bertensová       | Lara Arruabarrenová Andreja Klepačová                  | 6–2, 3–6, [6–10]      |
| Finalistka | 4.  | 27. února 2016    | Acapulco, Mexiko         | tvrdý     | Kiki Bertensová       | Anabel Medina Garriguesová Arantxa Parra Santonjaová   | 0–6, 4–6              |
| Vítězka    | 5.  | 21. května 2016   | Norimberk, Německo       | antuka    | Kiki Bertensová       | Šúko Aojamová Renata Voráčová                          | 6–3, 6–4              |
| Vítězka    | 6.  | 25. září 2016     | Soul, Jižní Korea        | tvrdý     | Kirsten Flipkensová   | Akiko Omaeová Peangtarn Plipuečová                     | 6–2, 6-3              |
| Vítězka    | 7.  | 16. října 2016    | Linec, Rakousko          | tvrdý (h) | Kiki Bertensová       | Anna-Lena Grönefeldová Květa Peschkeová                | 4–6, 6–2, [10–7]      |
| Vítězka    | 8.  | 22. října 2016    | Lucemburk, Lucembursko   | tvrdý (h) | Kiki Bertensová       | Monica Niculescuová Patricia Maria Țigová              | 4–6, 7–5, [11–9]      |
| Vítězka    | 9.  | 7. ledna 2017     | Auckland, Nový Zéland    | tvrdý     | Kiki Bertensová       | Demi Schuursová Renata Voráčová                        | 6–2, 6–2              |
| Finalistka | 5.  | 27. května 2017   | Norimberk, Německo       | antuka    | Kirsten Flipkensová   | Nicole Melicharová Anna Smithová                       | 6–3, 3–6, [9–11]      |
| Vítězka    | 10. | 23. července 2017 | Gstaad, Švýcarsko        | antuka    | Kiki Bertensová       | Viktorija Golubicová Nina Stojanovićová                | 7–6(7–4), 4–6, [10–7] |
| Vítězka    | 11. | 24. září 2017     | Soul, Jižní Korea        | tvrdý     | Kiki Bertensová       | Luksika Kumkhumová Peangtarn Plipuečová                | 6–4, 6–1              |
| Vítězka    | 12. | 15. října 2017    | Linec, Rakousko (2)      | tvrdý (h) | Kiki Bertensová       | Natela Dzalamidzeová Xenia Knollová                    | 3–6, 6–3, [10–4]      |
| Finalistka | 6.  | 29. října 2017    | Turnaj mistryň, Singapur | tvrdý (h) | Kiki Bertensová       | Tímea Babosová Andrea Hlaváčková                       | 6–4, 4–6, [5–10]      |
| Finalistka | 7.  | 25. února 2018    | Budapešť, Maďarsko       | tvrdý (h) | Kirsten Flipkensová   | Georgina García Pérezová Fanny Stollárová              | 6–4, 4–6, [3–10]      |
| Finalistka | 8.  | 26. května 2018   | Norimberk, Německo       | antuka    | Kirsten Flipkensová   | Demi Schuursová Katarina Srebotniková                  | 6–3, 3–6, [7–10]      |
| Vítězka    | 13. | 15. října 2018    | Linec, Rakousko (3)      | tvrdý (h) | Kirsten Flipkensová   | Raquel Atawová Anna-Lena Grönefeldová                  | 4–6, 6–4, [10–5]      |
| Finalistka | 9.  | 12. ledna 2019    | Hobart, Austrálie        | tvrdý     | Kirsten Flipkensová   | Čan Chao-čching Latisha Chan                           | 3–6, 6–3, [6–10]      |
| Vítězka    | 14. | 23. června 2019   | Mallorca, Španělsko      | tráva     | Kirsten Flipkensová   | María José Martínez Sánchezová Sara Sorribes Tormová   | 6–2, 6–4              |

## Finále na okruhu ITF
| Legenda                  |
| ------------------------ |
| D – dvouhra; Č – čtyřhra |
| 100 000 $ tournaments    |
| 75 000 $ tournaments     |
| 50 000 $ tournaments     |
| 25 000 $ tournaments     |
| 10 000 $ tournaments     |

| Tituly dle povrchu    |
| --------------------- |
| tvrdý (8–3 D; 9–4 Č)  |
| antuka (5–9 D; 7–5 Č) |
| tráva (1–0 Č)         |
| koberec (0–0)         |

### Dvouhra: 25 (13–12)
| Stav       | č.  | datum             | turnaj                          | povrch    | soupeřka ve finále         | výsledek           |
| ---------- | --- | ----------------- | ------------------------------- | --------- | -------------------------- | ------------------ |
| Vítězka    | 1.  | 15. května 2005   | Falkenberg, Švédsko             | antuka    | Sofia Arvidssonová         | 6–1, 6–3           |
| Finalistka | 1.  | 21. června 2005   | Oslo, Norsko                    | antuka    | Mari Anderssonová          | 4–6, 4–6           |
| Finalistka | 2.  | 3. listopadu 2005 | Stockholm, Švédsko              | antuka    | Carmen Klaschkaová         | 3–6, 3–6           |
| Vítězka    | 2.  | 21. května 2006   | Falkenberg, Švédsko             | antuka    | Anne Schaeferová           | 6–2, 7–6           |
| Vítězka    | 3.  | 24. dubna 2007    | Bol, Chorvatsko                 | antuka    | Tereza Mrdežová            | 6–1, 6–3           |
| Vítězka    | 4.  | 29. října 2007    | Stockholm, Švédsko              | tvrdý (h) | Nadja Romaová              | 6–2, 6–1           |
| Finalistka | 3.  | 16. ledna 2008    | Sunderland, Spojené království  | tvrdý (h) | Jelena Kulikovová          | 2–6, 6–7           |
| Vítězka    | 5.  | 5. února 2008     | Sutton, Spojené království      | tvrdý (h) | Andrea Hlaváčková          | 7–5, 6–0           |
| Vítězka    | 6.  | 11. února 2008    | Stockholm, Švédsko              | tvrdý (h) | Barbora Záhlavová-Strýcová | 0–6, 6–1, 7–6(7–1) |
| Finalistka | 4.  | 4. srpna 2009     | Hechingen, Německo              | antuka    | Yvonne Meusburgerová       | 7–5, 5–7, 2–6      |
| Finalistka | 5.  | 7. září 2009      | Alphen aan den Rijn, Nizozemsko | antuka    | Iryna Brémondová           | 3–6, 3–6           |
| Finalistka | 6.  | 27. října 2009    | Istanbul, Turecko               | tvrdý (h) | Maret Aniová               | 5–7, 7–6, 2–6      |
| Vítězka    | 7.  | 5. října 2009     | Barnstaple, Spojené království  | tvrdý (h) | Pauline Parmentierová      | 6–2, 6–2           |
| Vítězka    | 8.  | 19. října 2009    | Glasgow, Spojené království     | tvrdý (h) | Melanie Southová           | 6–1, 1–6, 6–3      |
| Finalistka | 7.  | 12. ledna 2010    | Plantation, Spojené státy       | antuka    | Ajla Tomljanovićová        | 3–6 3–6            |
| Vítězka    | 9.  | 28. února 2010    | Biberach, Německo               | tvrdý (h) | Romina Oprandiová          | 4–6, 6–2, 6–2      |
| Vítězka    | 10. | 8. března 2010    | Clearwater, Spojené státy       | tvrdý     | Čang Šuaj                  | 7–6, 6–0           |
| Vítězka    | 11. | 22. března 2010   | Jersey, Spojené království      | tvrdý (h) | Anna Smithová              | 6–2, 6–3           |
| Finalistka | 8.  | 7. června 2010    | Marsielle, Francie              | antuka    | Klára Zakopalová           | 3–6, 3–6           |
| Finalistka | 9.  | 6. října 2010     | Barnstaple, Spojené království  | tvrdý (h) | Alison Riskeová            | 2–6, 0–6           |
| Vítězka    | 12. | 2. července 2012  | Biella, Itálie                  | antuka    | Anna Tatišviliová          | 6–3, 6–4           |
| Finalistka | 10. | 8. června 2014    | Marseille, Francie              | antuka    | Alexandra Dulgheruová      | 3–6, 5–7           |
| Finalistka | 11. | 17. srpna 2014    | Bogotá, Kolumbie                | antuka    | Lara Arruabarrenová        | 1–6, 3–6           |
| Finalistka | 12. | 12. července 2015 | Versmold, Německo               | antuka    | Carina Witthöftová         | 3–6, 3–6           |
| Vítězka    | 13. | 16. července 2017 | Contrexéville, Francie          | antuka    | Tatjana Mariová            | 6–1, 6–4           |

### Čtyřhra: 26 (17–9)
| Stav       | č.  | datum             | turnaj                           | povrch    | spoluhráčka           | soupeřky ve finále                          | výsledek         |
| ---------- | --- | ----------------- | -------------------------------- | --------- | --------------------- | ------------------------------------------- | ---------------- |
| Vítězka    | 1.  | 14. května 2005   | Falkenberg, Švédsko              | antuka    | Mari Anderssonová     | Natalia Kołatová Monika Schneiderová        | 6–1, 6–1         |
| Vítězka    | 2.  | 25. června 2005   | Oslo, Norsko                     | antuka    | Nadja Romaová         | Kristina Andlovicová Karoline Borgensenová  | 6–4, 6–4         |
| Finalistka | 1.  | 6. listopadu 2005 | Stockholm, Švédsko               | tvrdý (h) | Mari Anderssonová     | Eva-Maria Hocováh Martina Pavelecová        | 4–6, 3–6         |
| Finalistka | 2.  | 9. dubna 2006     | Makarska, Chorvatsko             | antuka    | Nadja Romaová         | Ioana Raluca Olaruová Antonia Xenia Toutová | 4–6, 5–7         |
| Vítězka    | 3.  | 7. října 2007     | Nantes, Francie                  | tvrdý     | Sofia Arvidssonová    | Melanie Southová Caroline Maesová           | 4–6, 7–5, [10–7] |
| Vítězka    | 4.  | 20. října 2007    | Glasgow, Spojené království      | tvrdý     | Sofia Arvidssonová    | Veronika Chvojková Kathrin Wörleová         | 6–2, 6–3         |
| Vítězka    | 5.  | 4. listopadu 2007 | Stockholm, Švédsko               | tvrdý     | Nadja Romaová         | Diana Erikssonová Hanne-Skak Jensenová      | 6–7, 6–3, [10–6] |
| Vítězka    | 6.  | 19. ledna 2008    | Sunderland, Spojené království   | tvrdý     | Anna Smithová         | Martina Babáková Iveta Gerlová              | 6–1, 3–6, [10–3] |
| Finalistka | 3.  | 5. února 2008     | Sutton, Spojené království       | tvrdý (h) | Anna Smithová         | Andrea Hlaváčková Lucie Hradecká            | 3–6, 3–6         |
| Vítězka    | 7.  | 15. února 2008    | Stockholm, Švédsko               | tvrdý     | Anna Smithová         | Neda Kozićová Ivana Lisjaková               | 6–0, 7–5         |
| Vítězka    | 8.  | 28. září 2008     | Shrewsbury, Spojené království   | tvrdý     | Anna Smithová         | Sarah Borwellová Courtney Nagleová          | 7–6, 6–4         |
| Vítězka    | 9.  | 4. října 2008     | Helsinki, Finsko                 | tvrdý     | Emma Laineová         | Patricia Mayrová Marie-Ève Pelletierová     | 6–4, 6–2         |
| Finalistka | 4.  | 20. dubna 2009    | Bari, Itálie                     | antuka    | Anna Smithová         | Iryna Burjačoková Renata Voráčová           | 7–5, 2–6, [5–10] |
| Vítězka    | 10. | 27. června 2009   | Kristinehamn, Švédsko            | antuka    | Hanne-Skak Jensenová  | Sofia Arvidssonová Sandra Romaová           | 7–6, 6–2         |
| Vítězka    | 11. | 2. srpna 2009     | Bad Saulgau, Německo             | antuka    | Hanne-Skak Jensenová  | Jurika Semaová Darija Juraková              | 6–2, 6–3         |
| Finalistka | 5.  | 10. srpna 2009    | Koksijde, Belgie                 | antuka    | Anna Smithová         | Shannon Goldsová Nicole Krizová             | 6–7(3–7), 2–6    |
| Finalistka | 6.  | 31. srpna 2009    | Katovice, Polsko                 | antuka    | Melanie Klaffner      | Karolina Kosińská Agnes Szatmariová         | 1–6, 6–2, [5–10] |
| Runner-up  | 7.  | 22. září 2009     | Shrewsbury, Spojené království   | tvrdý (h) | Anna Smithová         | Kristina Barroisová Yvonne Meusburgerová    | 6–3, 4–6, [7–10] |
| Finalistka | 8.  | 29. září 2009     | Helsinky, Finsko                 | tvrdý (h) | Anna Smithová         | Emma Laineová Kelly Andersonová             | 3–6, 3–6         |
| Vítězka    | 12. | 11. října 2009    | Barnstaple, Spojené království   | tvrdý     | Anna Smithová         | Emma Laineová Kelly Andersonová             | 7–5, 6–4         |
| Vítězka    | 13. | 20. března 2010   | Fort Walton Beach, Spojené státy | tvrdý     | Chanelle Scheepersová | Christina Fusanová Courtney Nagleová        | 2–6, 7–6, [10–7] |
| Vítězka    | 14. | 12. července 2010 | Marseille, Francie               | antuka    | Yvonne Meusburgerová  | Stéphanie Cohenová-Alorová Aurélie Védyová  | 6–4, 6–2         |
| Vítězka    | 15. | 24. července 2011 | Petange, Lucembursko             | antuka    | Jasmin Wöhrová        | Anna-Lena Grönefeldová Kristina Barroisová  | 7–6, 6–4         |
| Finalistka | 9.  | 25. září 2011     | Saint-Malo, Francie              | antuka    | Jasmin Wöhrová        | Nina Bratčikovová Darija Juraková           | 4–6 2–6          |
| Vítězka    | 16. | 5. května 2014    | Cagnes-Sur-Mer, Francie          | antuka    | Kiki Bertensová       | Tatiana Buová Daniela Seguelová             | 7–6, 6–4         |
| Vítězka    | 17. | 29. června 2018   | Southsea, Spojené království     | tráva     | Kirsten Flipkensová   | Alicja Rosolská Abigail Spearsová           | 6-4, 3-6, [11-9] |

## Postavení na konečném žebříčku WTA

### Dvouhra
| Rok    | 2004  | 2005   | 2006   | 2007   | 2008   | 2009   | 2010  | 2011  | 2012  | 2013  | 2014  | 2015  | 2016  | 2017  | 2018  | 2019   |
| Pořadí | 1183. | ▲ 491. | ▲ 382. | ▲ 314. | ▲ 169. | ▼ 170. | ▲ 68. | ▲ 59. | ▼ 73. | ▼ 83. | ▲ 70. | ▲ 55. | ▲ 51. | ▼ 80. | ▲ 73. | ▼ 217. |

### Čtyřhra
| Rok    | 2005 | 2006   | 2007   | 2008   | 2009   | 2010   | 2011  | 2012   | 2013   | 2014   | 2015  | 2016  | 2017  | 2018  | 2019  |
| Pořadí | 409. | ▲ 407. | ▲ 282. | ▲ 157. | ▲ 135. | ▲ 112. | ▲ 65. | ▼ 276. | ▲ 146. | ▼ 148. | ▲ 36. | ▲ 27. | ▲ 20. | ▼ 40. | ▲ 33. |